# Polska na Mistrzostwach Świata w Lekkoatletyce 2017
Polska na Mistrzostwach Świata w Lekkoatletyce 2017 – reprezentacja Polski podczas mistrzostw świata w Londynie liczyła 51 zawodników, którzy zdobyli osiem medali.

## Medaliści
| Medal  | Zawodnik | Konkurencja        | Rezultat | Data        |
| ------ | --- | ------------------ | -------- | ----------- |
| złoto  | Anita Włodarczyk | rzut młotem        | 77,90    | 7 sierpnia  |
| złoto  | Paweł Fajdek | rzut młotem        | 79,81    | 11 sierpnia |
| srebro | Piotr Lisek | skok o tyczce      | 5,89     | 8 sierpnia  |
| srebro | Adam Kszczot | bieg na 800 metrów | 1:44,95  | 8 sierpnia  |
| brąz   | Malwina Kopron | rzut młotem        | 74,76    | 7 sierpnia  |
| brąz   | Wojciech Nowicki | rzut młotem        | 78,03    | 11 sierpnia |
| brąz   | Kamila Lićwinko | skok wzwyż         | 1,99     | 12 sierpnia |
| brąz   | Małgorzata Hołub Iga Baumgart Aleksandra Gaworska Justyna Święty Patrycja Wyciszkiewicz (el.) Martyna Dąbrowska (el.) | sztafeta 4 × 400 m | 3:25,41  | 13 sierpnia |

## Skład reprezentacji
Mężczyźni
| Zawodnik                                                       | Konkurencja                        | Eliminacje | Eliminacje | Półfinał | Półfinał | Finał   | Finał   |
| Zawodnik                                                       | Konkurencja                        | Wynik      | Pozycja    | Wynik    | Pozycja  | Wynik   | Pozycja |
| -------------------------------------------------------------- | ---------------------------------- | ---------- | ---------- | -------- | -------- | ------- | ------- |
| Rafał Omelko                                                   | bieg na 400 metrów                 | 45,69      | 18. q      | 45,37    | 18.      | NQ      | NQ      |
| Adam Kszczot                                                   | bieg na 800 metrów                 | 1:47,36    | 30. Q      | 1:46,24  | 10. Q    | 1:44,95 | srebro  |
| Marcin Lewandowski                                             | bieg na 800 metrów                 | 1:46,17    | 14. q      | 1:45,93  | 7.       | NQ      | NQ      |
| Marcin Lewandowski                                             | bieg na 1500 metrów                | 3:46,06    | 28. Q      | 3:38,32  | 3. Q     | 3:36,02 | 7.      |
| Michał Rozmys                                                  | bieg na 800 metrów                 | 1:47,09    | 26. Q      | 1:46,10  | 9.       | NQ      | NQ      |
| Michał Rozmys                                                  | bieg na 1500 metrów                | 3:40,28    | 11. q      | 3:42,94  | 22.      | NQ      | NQ      |
| Krystian Zalewski                                              | bieg na 3000 metrów z przeszkodami | 8:28,41    | 19.        | —        | —        | NQ      | NQ      |
| Damian Czykier                                                 | bieg na 110 metrów przez płotki    | 13,53      | 19. Q      | 13,42    | 14.      | NQ      | NQ      |
| Patryk Dobek                                                   | bieg na 400 metrów przez płotki    | 49,42      | 7. Q       | 49,40    | 11.      | NQ      | NQ      |
| Damian Błocki                                                  | chód na 20 kilometrów              | —          | —          | —        | —        | 1:21:29 | 20.     |
| Artur Brzozowski                                               | chód na 20 kilometrów              | —          | —          | —        | —        | 1:20:33 | 12.     |
| Jakub Jelonek                                                  | chód na 20 kilometrów              | —          | —          | —        | —        | 1:27:43 | 53.     |
| Rafał Augustyn                                                 | chód na 50 kilometrów              | —          | —          | —        | —        | 3:52:11 | 7.      |
| Adrian Błocki                                                  | chód na 50 kilometrów              | —          | —          | —        | —        | 3:55:49 | 24.     |
| Rafał Fedaczyński                                              | chód na 50 kilometrów              | —          | —          | —        | —        | 3:52:11 | 22.     |
| Kajetan Duszyński Łukasz Krawczuk Rafał Omelko Tymoteusz Zimny | sztafeta 4 × 400 m                 | 3:01,78    | 7. Q       | —        | —        | 3:01,59 | 7.      |

| Zawodnik            | Konkurencja    | Kwalifikacje | Kwalifikacje | Finał | Finał   |
| Zawodnik            | Konkurencja    | Wynik        | Pozycja      | Wynik | Pozycja |
| ------------------- | -------------- | ------------ | ------------ | ----- | ------- |
| Sylwester Bednarek  | skok wzwyż     | 2,26         | 20.          | NQ    | NQ      |
| Piotr Lisek         | skok o tyczce  | 5,70         | 1. q         | 5,89  | srebro  |
| Paweł Wojciechowski | skok o tyczce  | 5,70         | 7. q         | 5,75  | 5.      |
| Tomasz Jaszczuk     | skok w dal     | 7,64         | 26.          | NQ    | NQ      |
| Konrad Bukowiecki   | pchnięcie kulą | 20,55        | 12. q        | 20,89 | 8.      |
| Michał Haratyk      | pchnięcie kulą | 21,27 Q      | 3.           | 21,41 | 5.      |
| Jakub Szyszkowski   | pchnięcie kulą | 20,54        | 13.          | NQ    | NQ      |
| Piotr Małachowski   | rzut dyskiem   | 65,13 Q      | 4.           | 65,24 | 5.      |
| Robert Urbanek      | rzut dyskiem   | 63,67        | 8. q         | 64,15 | 7.      |
| Paweł Fajdek        | rzut młotem    | 76,82 Q      | 2.           | 79,81 | złoto   |
| Wojciech Nowicki    | rzut młotem    | 76,85 Q      | 1.           | 78,03 | brąz    |
| Marcin Krukowski    | rzut oszczepem | 83,49 Q      | 13.          | 82,01 | 9.      |

Kobiety
| Zawodniczka                                                                                               | Konkurencja                     | Eliminacje | Eliminacje | Półfinał | Półfinał | Finał   | Finał   |
| Zawodniczka                                                                                               | Konkurencja                     | Wynik      | Pozycja    | Wynik    | Pozycja  | Wynik   | Pozycja |
| --- | ------------------------------- | ---------- | ---------- | -------- | -------- | ------- | ------- |
| Ewa Swoboda                                                                                               | bieg na 100 metrów              | 11,24      | 18. q      | 11,35    | 24.      | NQ      | NQ      |
| Anna Kiełbasińska                                                                                         | bieg na 200 metrów              | 23,48      | 25.        | NQ       | NQ       | NQ      | NQ      |
| Iga Baumgart                                                                                              | bieg na 400 metrów              | 51.88      | 19. q      | 51,81    | 15.      | NQ      | NQ      |
| Małgorzata Hołub                                                                                          | bieg na 400 metrów              | 52,26      | 28.        | NQ       | NQ       | NQ      | NQ      |
| Justyna Święty                                                                                            | bieg na 400 metrów              | 53,62      | 44.        | NQ       | NQ       | NQ      | NQ      |
| Joanna Jóźwik                                                                                             | bieg na 800 metrów              | 2:00,86    | 7. Q       | 2:01,91  | 20.      | NQ      | NQ      |
| Angelika Cichocka                                                                                         | bieg na 800 metrów              | 2:01,51    | 18. Q      | 1:59,32  | 3. Q     | 1:58,41 | 6.      |
| Angelika Cichocka                                                                                         | bieg na 1500 metrów             | 4:03,27    | 6. Q       | 4:03,96  | 5. Q     | 4:04,16 | 7.      |
| Sofia Ennaoui                                                                                             | bieg na 1500 metrów             | 4:03,35    | 7. Q       | 4:05,80  | 13.      | NQ      | NQ      |
| Katarzyna Kowalska                                                                                        | maraton                         | —          | —          | —        | —        | 2:39:39 | 36.     |
| Izabela Trzaskalska                                                                                       | maraton                         | —          | —          | —        | —        | 2:35:03 | 23.     |
| Joanna Linkiewicz                                                                                         | bieg na 400 metrów przez płotki | 56,18      | 19. q      | 56,25    | 15.      | NQ      | NQ      |
| Iga Baumgart Martyna Dąbrowska Aleksandra Gaworska Małgorzata Hołub Justyna Święty Patrycja Wyciszkiewicz | sztafeta 4 × 400 metrów         | 3:26,47    | 6. q       | —        | —        | 3:25,41 | brąz    |

| Zawodniczka      | Konkurencja    | Kwalifikacje | Kwalifikacje | Finał | Finał   |
| Zawodniczka      | Konkurencja    | Wynik        | Pozycja      | Wynik | Pozycja |
| ---------------- | -------------- | ------------ | ------------ | ----- | ------- |
| Kamila Lićwinko  | skok wzwyż     | 1,92         | 1. q         | 1,99  | brąz    |
| Anna Jagaciak    | trójskok       | 14,09        | 10. q        | 14,25 | 6.      |
| Paulina Guba     | pchnięcie kulą | 17,52        | 16.          | NQ    | NQ      |
| Klaudia Kardasz  | pchnięcie kulą | 17,52        | 16.          | NQ    | NQ      |
| Joanna Fiodorow  | rzut młotem    | 71,72 Q      | 9.           | 73,04 | 6.      |
| Malwina Kopron   | rzut młotem    | 74,97 Q      | 1.           | 74,76 | brąz    |
| Anita Włodarczyk | rzut młotem    | 74,61 Q      | 2.           | 77,90 | złoto   |
| Marcelina Witek  | rzut oszczepem | 59,00        | 22.          | NQ    | NQ      |